# Тіана (Італія)
Тіана (італ. Tiana, сард. Tìana) — муніципалітет в Італії, у регіоні Сардинія,  провінція Нуоро.
Тіана розташована на відстані близько 350 км на південний захід від Рима, 95 км на північ від Кальярі, 32 км на південний захід від Нуоро.
Населення — 517 осіб (2014).
Щорічний фестиваль відбувається 18 серпня. Покровитель — Sant'Elena.

## Демографія
Населення за роками:

Станом на 1 січня 2023 року в муніципалітеті офіційно проживало 6 іноземців з 4 країн, серед них 2 громадяни країн Євросоюзу.

## Сусідні муніципалітети
- Аустіс
- Дезуло
- Оводда
- Соргоно
- Теті
- Тонара